# Axion
Axion – rodzaj chrząszczy z rodziny biedronkowatych i podrodziny Coccinellinae. Obejmuje dwa opisane gatunki.

## Taksonomia
Takson ten wprowadzony został w 1850 roku przez Étienne’a Mulsanta na łamach  „Annales des Sciences Physiques et Naturelles, d’Agriculture et d’Industrie” w randze podrodzaju Exochomus (Axion) w obrębie rodzaju Exochomus. Gatunkiem typowym wyznaczona została Coccinella tripustulata, opisana w 1775 roku przez Charelsa De Geera. Do rangi odrębnego rodzaju wyniósł go w 1874 roku George Robert Crotch.
Do rodzaju tego zalicza się dwa opisane gatunki:
- Axion plagiatum (Olivier, 1808)
- Axion tripustulatum (De Geer, 1775)

## Morfologia
Chrząszcze o ciele niemal okrągłym w zarysie, słabo wydłużonym, wyraźnie wysklepionym, długości od 5 do 7 mm i szerokości od 4 do 6,25 mm. Wierzch ciała jest nieowłosiony, gładki. Ubarwienie jest czarne z wąsko rozjaśnionymi kątami przednio-bocznymi przedplecza i czerwonymi lub żółtymi plamkami na pokrywach. Czułki buduje dziesięć członów, z których trzy ostatnie formują buławkę. Głaszczki szczękowe mają człon ostatni silnie siekierowaty, o ukośnej krawędzi wierzchołkowej. Przedplecze ma głęboko wykrojoną krawędź przednią i nieobrzeżoną podstawę. Charakterystyczną cechą gatunku są brzegi pokryw wyraźnie zgrubiałe w formę listewki krawędziowej. Podgięcia pokryw mają małe dołki, w które w pozycji spoczynkowej wchodzą wierzchołki ud. Odnóża mają nienabrzmiałe uda i smukłe, niezmodyfikowane golenie. Pseudotrójczłonowe stopy mają pazurki z czworokątnym, płytkowatym zębem nasadowym. Przedpiersie wypuszcza ku przodowi wąski i na wierzchołkowym brzegu ścięty płat, a wyrostek międzybiodrowy ma pozbawiony żeberek. Samica ma pięć, a samiec sześć widocznych sternitów odwłoka (wentrytów); pierwszy z nich u obu płci ma niekompletne linie udowe. Genitalia samca charakteryzują się płatem nasadowym edeagusa długim, smukłym i wierzchołkowej ⅓ niesymetrycznym. Narządy rozrodcze samicy odznaczają się cienkim odcinkiem przewodu nasiennego krótszym niż jego odcinek grubszy oraz Y-kształtnym infundibulum.

## Rozprzestrzenienie
Rodzaj północnoamerykański, w Stanach Zjednoczonych obejmujący zasięgiem południowy zachód Oregonu, Kalifornię, Arizonę, wschodnie Kolorado, Nowy Meksyk, Teksas, Nebraskę, Kansas, Oklahomę, północno-wschodni Teksas, Iowę, Missouri, Arkansas, Luizjanę, Illinois, Indianę, Ohio, Kentucky, Tennessee, Missisipi, Alabamę, Nowy Jork, Pensylwanię, New Jersey, Delaware, Maryland, Dystrykt Kolumbii, Wirginię Zachodnią, Wirginię, Karolinę Północną, Karolinę Południową, Georgię i Florydę. Poza tym znany z Indii Zachodnich.